# Graduation Day (Buffy the Vampire Slayer)
Graduation Day es el último episodio de la tercera temporada de Buffy the Vampire Slayer. Fue emitido en dos partes, La graduación (I) y La graduación (II), episodios vigésimo primero y vigesimosegundo.

## Argumento

### Primera parte
El día de la graduación ha llegado y Xander (Nicholas Brendon) tiene un mal presentimiento. El alcalde Wilkins (Harry Groener) hablará a los estudiantes durante la ceremonia. Mientras, Faith (Eliza Dushku) visita al profesor Worth (Hal Robinson): el alcalde lo quiere muerto y ella se encargará del trabajo.
Durante su última clase, Xander le menciona a Anya (Emma Caufield) la Ascensión. Ella fue la única que sobrevivió a una: les dice que hace 800 años, en los valles de Koskov, había un hechicero que realizó la Ascensión. Se personificó en el demonio Lohesh y ella fue testigo. La Ascensión significa que una persona se vuelve un demonio puro, a diferencia de todos los que caminan en la tierra, que son mitad humanos, como los vampiros. Un demonio puro es otra cosa; para empezar, mucho más grande. Pero los rituales son diferentes y no parece que vaya a transformarse como Lohesh. En ese momento, llega el alcalde y los interrumpe, y Giles le atraviesa con una espada, que no le afecta.
Anya ha decidido dejar Sunnydale y quiere que Xander le acompañe, pero este se queda a ayudar a sus amigos. Buffy (Sarah Michelle Gellar) convence a su madre (Kristine Sutherland) de que se marche: no podrá ser capaz de detener la Ascensión si está preocupada por ella. Tras conocer la noticia del asesinato del profesor, Buffy decide investigar y recoge algunos de su documentos. Ángel (David Boreanaz) llega para ayudarla y hablan acerca de su relación.
En las calles de Sunnydale, Ángel recibe una flecha y cae herido. Ya en la biblioteca, Giles (Anthony Stewart Head) y Wesley (Alexis Denisof) discuten sobre el interés del alcalde en la muerte del profesor, quien estaba investigando unos restos encontrados en un volcán inactivo. Estos indican que una vez transformado en demonio puede ser destruido.
Ángel está empeorando, pues la flecha estaba envenenada. Deciden llevarlo a la Mansión antes de que amanezca. Willow (Alyson Hannigan) investiga qué tipo de veneno han utilizado y Wesley trata de ponerse en contacto con el Consejo para pedir ayuda, pero la política del Consejo de Vigilantes es la de no ayudar a ningún vampiro. Buffy debe concentrarse en la Ascensión y sabe que lo ocurrido ha sido para distraerla. Buffy no va a seguir las órdenes del Consejo, pues ya no trabaja para ellos al haberse graduado. Willow descubre que el veneno es el «asesino de los muertos», cuya única cura es beber sangre de una Cazadora. Buffy está lista para acabar con Faith. Willow y Oz (Seth Green) averiguan la dirección de su apartamento.
El alcalde se prepara y realiza el ritual de Gavroc, pero es interrumpido con noticias sobre Faith. Buffy y Faith se enfrentan: la primera necesita su sangre para salvar a Ángel. Buffy logra clavarle su daga pero Faith cae en un camión y escapa, malherida.

### Segunda parte
El alcalde aparece en el apartamento de Faith convencido de que esta ha sobrevivido a su enfrentamiento con Buffy. En la Mansión, Ángel tiene mucha fiebre y confunde a Willow con Buffy. Cuando la Cazadora llega, les pide a Willow y a Oz que les dejen a solas. Buffy le explica a Ángel que puede salvarse si bebe su sangre, pero él se resiste. Ella decide inducirle su transformación a vampiro y bebe de su sangre hasta dejarla casi al borde de la muerte. Cuando Ángel vuelve en sí lleva a Buffy al hospital.
El alcalde se encuentra también allí junto a Faith, que está en coma. Cuando el doctor llega, anunciando a otra chica con pérdida severa de sangre en la habitación de al lado, el alcalde sabe que se trata de Buffy e intenta asfixiarla, pero Ángel le interrumpe.
Giles, Oz, Xander y Willow encuentran a Ángel recuperado, así que tiene que volver a la Mansión antes de que amanezca. Buffy tiene una especie de sueño en el que Faith está viva y recuperada y le dice que la debilidad humana es la clave para derrotar al alcalde. Cuando despierta besa a Faith en la frente: está lista para la guerra. En la biblioteca, Giles, Ángel, Xander, Willow, Oz y Cordelia (Charisma Carpenter) preparan un plan de ataque. Wesley también quiere ayudarles. La pandilla recluta a algunos estudiantes: Willow a Percy (Ethan Erickson) y Xander a Harmony (Mercedes McNab), mientras Wesley y Cordelia se despiden en la biblioteca. Ángel le dice a Buffy que, si sobreviven, no le dirá adiós, simplemente se irá.
Llega el gran día y los estudiantes desfilan llevando sus togas. El alcalde inicia su discurso sobre la graduación, la ascensión y el cambio, pero antes de que termine comienza la Ascensión. Un eclipse solar trae la oscuridad sobre la ceremonia y el alcalde se transforma en un gigantesco demonio con un apetito voraz. Guiados por Buffy y Xander, los estudiantes rasgan sus togas, revelando que tienen con ellos un arsenal de armas. Disparan al demonio y a sus seguidores vampiros con flechas ardiendo, rifles y lanzas. Durante la pelea, el demonio se inclina y atrapa al director Snyder (Armin Shimerman) entre sus dientes. Ángel ocupa la retaguardia junto a Wesley, luchando contra los vampiros. Buffy provoca al alcalde con la daga de Faith y éste la persigue por el instituto hasta la biblioteca, que está llena de explosivos que hacen saltar por los aires el instituto, logrando acabar con el demonio.
Giles felicita a Buffy por la gran batalla. Ésta trata de encontrar a Ángel y Xander le dice que estuvo luchando hasta el final. Una vez a solas encuentra a Ángel en la distancia. Intercambian una larga y dolorosa mirada. El vampiro se aleja y desaparece entre el humo. Más tarde Buffy, Xander, Willow, Oz y Cordelia reflexionan sobre el hecho de haber sobrevivido a la batalla y al instituto.

## Reparto

### Personajes principales
- Sarah Michelle Gellar como Buffy Summers.
- Nicholas Brendon como Xander Harris.
- Alyson Hannigan como Willow Rosenberg.
- Charisma Carpenter como Cordelia Chase.
- David Boreanaz como Angelus.
- Seth Green como Oz.
- Anthony Stewart Head como Rupert Giles.

### Apariciones especiales
- Larry Bagby como Larry Blaisdell ( como Larry Bagby, III ).
- Kristine Sutherland como Joyce Summers.
- Harry Groener como Alcalde Richard Wilkins.
- Alexis Denisof como Wesley Wyndam-Pryce.
- Mercedes McNab como Harmony Kendall.
- Ethan Erickson como Percy West.
- Emma Caulfield como Anya.
- Eliza Dushku como Faith Lehane.
- Armin Shimerman como Principal R. Snyder
- Danny Strong como Jonathan Levinson.

### Personajes secundarios
- James Lurie como Mr. Miller
- Hal Robinson como Lester.
- Adrian Neil como Vampiro lacayo #1.
- John Rosenfeld como Vampiro lacayo #2.
- Paulo Andrés como Dr. Powell
- Susan Chuang como Enfermera.
- Tom Bellin como Dr. Gold
- Samuel Bliss Cooper como Vampiro lacayo #3.

## Producción

### Música
- Christophe Beck - «Faith's End»
- Christophe Beck - «Poison Arrow»
- Spectator Pump - «Sunday Mail»
- Christophe Beck - «Aftermath»
- Christophe Beck - «Drink Me»
- Christophe Beck - «Little Miss Muffet»
- Christophe Beck - «One Last Look»
- Christophe Beck - «War»
- Edward Elgar - «Pomp and Circumstance March No. 1»